# 3,3′-Diaminobenzidin
3,3′-Diaminobenzidin (DAB) gehört zur Gruppe der Benzidine.

## Eigenschaften
3,3′-Diaminobenzidin wird in der Biochemie als chromogenes Substrat für eine Immunfärbung mit einer Meerrettichperoxidase verwendet und liefert nach Oxidation mit Wasserstoffperoxid einen braunen, in Wasser unlöslichen, aber in Ethanol löslichen Farbstoff, z. B. bei einem Immunperoxidaseassay, beim Western Blot und in der Immunhistochemie.